# De Volgerlanden
De Volgerlanden is een wijk van Hendrik-Ido-Ambacht in Zuid-Holland. Met 4700 woningen verdubbelde de bouw ervan bijna het aantal inwoners van de plaats.

## Naam
De Volgerlanden is een historische benaming, waarschijnlijk uit de eerste helft van de veertiende eeuw. Landsheer Willem III verdeelde de Zwijndrechtse Waard in een aantal ambachten. Tegen forse bijdragen voor het onderhoud aan dijken kregen ambachtsheren een aantal rechten; zij mochten rechtspreken, ontvingen een aandeel uit de verkoop van onroerend goed, mochten pastors, predikanten en kosters aanstellen en hadden het voorrecht tot het benoemen van schout en overige leden van het dorpsbestuur van hun heerlijkheden. Omdat de grond in de waard niet overal even geschikt was kreeg elke ambachtsheer naast een deel van de betere gronden, de hoofdlanden, ook een deel van de mindere gronden, die de volgerlanden werden genoemd.

## Bouw
Voorjaar 2005 werd de bouw van de wijk tijdelijk gestaakt, omdat er mogelijk laagfrequent geluid uit de Sophiaspoortunnel zou komen. Na onderzoek werd voorlopig een strook van 90 meter breed vrijgehouden. Praktijkproeven met een rijdende trein moesten gaan uitwijzen of ook binnen deze strook zou kunnen worden gebouwd. Naar aanleiding van de testen is de vrije strook teruggebracht tot 35 meter. Woningen die direct buiten deze strook worden gebouwd, krijgen een extra zware fundering.

## Winkelcentrum
Het winkelcentrum in de wijk heet 'Hoog Ambacht'. Er is circa 6000-6500 m² winkelruimte, 147 appartementen (deels huur, deels koop) een ondergrondse parkeergarage met 530 plaatsen. Architect is Gert-Jan Hendriks van de Architectengroep uit Amsterdam.